# 1203
1203 (MCCIII) fue un año común comenzado en miércoles del calendario juliano.

## Acontecimientos
- Cuarta cruzada: Alejo IV Ángelo es instalado como Basileus en Bizancio por los cruzados.
- Pedro II de Aragón recupera Rubielos de Mora.
- Turcos Kipchak destruyen Kiev.
- Destrucción de la famosa estatua griega Atenea Promacos.[1]

## Nacimientos
- Enrique I de Castilla

## Fallecimientos
- 3 de abril - Arturo I de Bretaña, duque de Bretaña.